# Diebach (Kocher)
Der Diebach ist ein etwas über vier Kilometer langer Bach im nördlichen Baden-Württemberg, der vor dem Dorf Geislingen am Kocher der Gemeinde Braunsbach im Landkreis Schwäbisch Hall von links und Süden in den mittleren Kocher mündet. Sein etwa gleich großer rechter Oberlauf heißt Ölklingenbach, das schluchtartige untere Tal Ölklinge.

## Geographie

### Verlauf
Der Diebach entsteht etwa 1,1 km südlich des zu Schwäbisch Hall gehörenden Dorfes Eltershofen in den Wüstäckern im Winkel zwischen der Haller Ostumgehung im Westen und der Alttrasse der B 14 (jetzt L 2218) im Südosten auf etwa 406 m ü. NHN. Er läuft nach Norden bis an den Rand des Dorfes und dreht dann, dessen größeren Teil zur Linken, auf Nordostkurs. In wachsender Entfernung an Dorf und dem an dessen Nordostrand liegenden Wasserschloss Eltershofen vorbei, läuft er bald in einer kleinen Talrinne und erreicht so fast 2 km unterhalb seiner Quelle auf etwa 380 m ü. NHN an der Ölwiese die schluchtartige und waldbestandene Ölklinge, in der er etwas über 0,4 km weiter auf etwa 350 m ü. NHN mit seinem rechten Oberlauf Ölklingenbach zusammenfließt.
Dieser Ölklingenbach entsteht weniger als 0,4 km östlich vom Rand des Haller Weilers Veinau nahe der Nordwestspitze des Gemeindewaldes auf etwa 409 m ü. NHN. Er läuft westlich, anfangs auch neben einem Feldweg, und passiert den größeren Teil des Weilers auf dem mäßig ansteigenden linken Hang, biegt hier auf Nordwestkurs, unterquert die Trasse der L 2218 und erreicht dann den Eintritt in seinen rechten Zweig der Ölklinge auf etwa 380 m ü. NHN, in der er nach etwa 0,8 km Lauf in den Diebach mündet.
Der vereinte Diebach zieht nun in der  weiterhin Ölklinge heißenden steilen Klinge nordwärts und nimmt nacheinander von rechts erst einen Klingenzufluss vom Rand des Braunsbacher Weilers Bühlerzimmern her auf, dann einen eingefurchten Hangzufluss, der am Westrand von dessen nördlicher Ackerflur erst an der oberen Hangkante entsteht. Etwa 1,6 km unterhalb des Zusammenflusses tritt der Bach aus der Waldklinge in die Flur des Kochertals. Hier mündet er, nach weiteren 0,3 km, von rechts und Süden in den Kocher, etwa einen Kilometer südwestlich des Braunsbacher Dorfes Geislingen am Kocher und an der Gemeindegrenze von Untermünkheim zu Braunsbach. Wenig flussabwärts quert ein Radwegsteg den Fluss, der hier kurz vor dem Zufluss der bedeutenderen Bühler abrupt nach Norden abknickt.

### Einzugsgebiet
Der Diebach hat ein 7,0 km² großes Einzugsgebiet, das naturräumlich gesehen größtenteils südlich des zwischen Untermünkheim und Geislingen am Kocher ostnordöstlich ziehenden Kochertalabschnitts und etwa 150 Meter höher auf der angrenzenden Haller Ebene liegt, einem Unterraum der Hohenloher und Haller Ebene. Der kleinere andere Teil, das Klingenende und der Mündungskeil im Kochertal dagegen zählen zum Unterraum Mittleres Kocher- und Unteres Bühlertal der Kocher-Jagst-Ebenen.
Die Wasserscheide steigt vom nördlichsten Punkt an der Mündung ostsüdöstlich auf den Spornansatz des Löwenbergs hoch und über der Klinge noch auf den mit etwa 422 m ü. NHN höchsten Punkt des Gewanns Heide auf der Hochfläche. Von hier zieht sie weiter südsüdöstlich bis zum Bühlerzimmerner Wasserturm (427 m ü. NHN), auf diesem Teilstück grenzt jenseits das Einzugsgebiet des großen rechten Kocher-Zuflusses Bühler an. Anschließend, vom Wasserturm südwärts bis zum Gemeindewald und von dort westwärts über einen Hügelzug südlich an Veinau vorbei bis zur Abzweigung von der alten B 14, jetzt L 2218, nach Eltershofen, ist der Zufluss Otterbach zur Bühler jenseitiger Konkurrent. Alle folgenden Nachbargewässer entwässern wieder direkt zum Kocher, auf einem kurzen Stück im Südwesten des Einzugsgebietes zwischen der genannten Abzweigung und dem Kreisel an der alten Bundesstraße östlich von Weckrieden ist es der in Schwäbisch Hall mündende Wettbach, ihm folgen nacheinander kleinere und sommers oft austrocknende Hangbäche jenseits der westlichen Wasserscheide bis zu den Bürgäckern westlich von Eltershofen. Der in Gelbingen mündende Eltershofer Bach ist darunter der einzige von Bedeutung. In den Bürgäckern knickt die Grenze nach Ostnordosten ab, allein Hohlertsklingenbach und der Bach aus der Ameisenklinge, die beide bei Untermünkheim den Kocher erreichen, sind auf diesem Reststück bis zurück zur Mündung außer diesem selbst beständige jenseitige Konkurrenten.
Der Bühlerzimmerner Wasserturm steht auf dem mit etwa 427 m ü. NHN höchsten Punkt im Einzugsgebiet. Nirgends im Einzugsgebiet außer in der bewaldeten Ölklingen und in der vorangehenden Diebachmulde unterhalb von Elterhofen liegt das Gelände auf der flachhügeligen Hochebene unter 390 m ü. NHN.
Im Einzugsgebiet liegen das Dorf Eltershofen und der Weiler Veinau von Schwäbisch Hall sowie der Braunsbacher Weiler Bühlerzimmern. Eltershofen liegt größtenteils in sehr flachem Anstieg links des oberen Diebachs vor dessen Klingeneintritt, einige wenige Häuser stehen auch rechts des Laufs. Veinau liegt am linken Hang des flachmuldigen oberen Ölklingenbachs, nur wenige Gebäude rechts des Bachs. Bühlerzimmern nimmt die oberste flache Mulde eines südwestlich laufenden Diebach-Zuflusses ein, der selbst erst am Westrand des Ortes entsteht.
Etwa ein Sechstel des Einzugsgebietes ist von Wald bestanden. Außer dem Schluchtwald in der zweiarmigen Ölklinge gibt es nur noch die sehr viel kleinere Waldinsel des Gemeindewalds im Südosten, die noch über dem Ursprung des Ölklingenbachs liegt. Einen ähnlichen Anteil an der Gesamtfläche hat das Grünland; es bedeckt vor allem die Talmulden oberhalb der Klinge oder liegt ums Weichbildes der drei Orte, vor allem des größeren Eltershofen. Den Rest der Gesamtfläche nehmen  – neben den insgesamt recht kleinen Siedlungsflächen – Äcker auf welligen Hügeln ein, die deshalb das Landschaftsbild bestimmen.

### Zuflusssystem
Liste der Zuflüsse und  Seen von der Quelle zur Mündung. Gewässerlänge, Einzugsgebiet und Höhe nach den entsprechenden Layern auf der Onlinekarte der LUBW. Andere Quellen für die Angaben sind vermerkt.
Ursprung des Diebachs etwa einen Kilometer südlich von Schwäbisch Hall-Eltershofen in den Wüstäckern auf etwa 406 m ü. NHN. Der Bach fließt zunächst nördlich, wendet sich am Ortsrand von Eltershofen nach Nordosten und tritt nordöstlich des Dorfes von links in die Ölklinge ein.
- Ölklingenbach, von rechts und Südosten bald in der Ölklinge auf etwa 350 m ü. NHN, 2,1 km und ca. 2,4 km². Entsteht östlich von Schwäbisch Hall-Veinau nahe am Rande des Gemeindewalds auf etwa 409 m ü. NHN und passiert Veinau an dessen Nordostrand. An diesem Zusammenfluss hat der Diebach selbst eine Länge von ca. 2,4 km und ein Einzugsgebiet von ca. 2,25 km²., er fließt nun nach Norden. Der Klingenlauf des Ölklingenbachs oberhalb ist merklich länger als der des Diebachs.
- Dornwiesenbach, von rechts und Osten auf ca. 330 m ü. NHN in der Ölklinge, 0,9 km und ca. 1,1 km². Entsteht vor dem westlichen Ortsrand von Braunsbach-Bühlerzimmern an den Dornwiesen auf ca. 398 m ü. NHN am Beginn seiner Seitenklinge.
- (Unbeständiger Hangzulauf), von rechts und Osten auf etwa 290 m ü. NHN, ca. 0,4 km[LUBW 6] und ca. 0,3 km². Entsteht an der oberen Hangkante am Westrand des Ackergewanns Taubenegert zur Ölklinge.

Mündung des Diebachs von rechts und zuletzt Süden auf etwa 250,4 m ü. NHN etwa 1,7 km östlich der Ortsmitte von Untermünkheim-Enslingen und 1,1 km südwestlich der von Braunsbach-Geislingen am Kocher in dessen Aue in den mittleren Kocher. Der Bach mündet an der Gemeindegrenze, ist 4,3 km lang und hat ein 7,0 km² großes Einzugsgebiet.

## Geologie
Der Diebach entsteht in der über 2,5 km²  großen Schicht aus Lösssediment, das dem die Hochebene sonst deckenden Lettenkeuper (Erfurt-Formation) vor allem am Süd- und Ostrand des Einzugsgebietes noch aufliegt und sehr guten Ackergrund liefert. Noch vor Eltershofen wechselt der Bach in den Lettenkeuper, nach der Nordostwendung am Dorfrand erreicht er schon vor dem Eintritt in die bewaldete Klinge den Oberen Muschelkalk. Der Ölklingenbach entsteht erst im Lettenkeuper und erreicht erst am Beginn seines längeren Ölklingen-Zweigs den Oberen Muschelkalk. Der vereinte Bach wechselt zwischen den zwei unbenannten rechten Zuflüssen unterhalb des Zusammenflusses in den Mittleren und wenig vor dem Klingenaustritt in den Unteren Muschelkalk. In dessen Schichthöhe mündet er im Hochwassersedimentband der breiten Aue in den Kocher.

## Schutzgebiete
Die gesamte Ölklinge mitsamt den zulaufenden Klingen gehört zum Landschaftsschutzgebiet Kochertal zwischen Schwäbisch Hall und Weilersbach mit Nebentälern.
Unter Biotopschutz stehen sämtliche oben aufgeführten Wasserläufe und dazugehörigen Uferzonen in der Ölklinge und der kurze naturnahe Diebachabschnitt in der Kocheraue unterhalb. Denselben Schutzstatus hat eine Schilffläche am Gewässer von Bühlerzimmern her und dessen Begleitgehölz vor dem Klingeneintritt. Auch am Ölklingenbach bei Veinau liegen geschützte Schilfflächen. Nordwestlich von Veinau endet ein unbeständiges Gewässer längs eines Feldwegs zu diesem hin an einer Doline. Die Ackerlandschaft ist weithin ausgeräumt, nur am Nord- und Ostrand von Eltershofen stehen einige, nahe bei Bühlerzimmern wenige Feldhecken sowie am Rande von Veinau eine Feldhecke neben Wegen, für die Biotopschutz gilt.
Eine Stieleiche am Friedhof von Eltershofen ist Naturdenkmal.

### LUBW
Amtliche Online-Gewässerkarte mit passendem Ausschnitt und den hier benutzten Layern: Lauf und Einzugsgebiet des Diebachs

Allgemeiner Einstieg ohne Voreinstellungen und Layer: Daten- und Kartendienst der Landesanstalt für Umwelt Baden-Württemberg (LUBW) (Hinweise)
1. 1 2 3 4  Höhe nach dem Höhenlinienbild auf dem Hintergrundlayer Topographische Karte.
2. 1 2  Höhe nach grauer Beschriftung auf dem Hintergrundlayer Topographische Karte.
3. 1 2  Länge nach dem Layer Gewässernetz (AWGN).
4. 1 2  Einzugsgebiet nach dem Layer Basiseinzugsgebiet (AWGN).
5. ↑  Einzugsgebiet abgemessen auf dem Hintergrundlayer Topographische Karte.
6. ↑  Länge abgemessen auf dem Hintergrundlayer Topographische Karte.
7. ↑  Schutzgebiete nach den einschlägigen Layern, Natur teilweise nach dem Layer Biotop.

### Andere Belege
1. ↑  Wolf-Dieter Sick: Geographische Landesaufnahme: Die naturräumlichen Einheiten auf Blatt 162 Rothenburg o. d. Tauber. Bundesanstalt für Landeskunde, Bad Godesberg 1962. → Online-Karte (PDF; 4,7 MB)
2. ↑  Geologie nach den Layern zu Geologische Karte 1:50.000 auf: Mapserver des Landesamtes für Geologie, Rohstoffe und Bergbau (LGRB) (Hinweise)